# Mustapha Choukri
Mustapha Choukri (ur. 1945; zm. 22 stycznia 1980) – marokański piłkarz grający na pozycji pomocnika.

## Kariera klubowa
Mustapha Choukri podczas kariery piłkarskiej występował w klubie Raja Casablanca.

## Kariera reprezentacyjna
W reprezentacji Maroka Mustapha Choukri grał w latach siedemdziesiątych.
W 1970 roku uczestniczył w Mistrzostwach Świata 1970.
Na Mundialu w Meksyku Choukri był rezerwowym zawodnikiem i wystąpił w meczu Maroka z Bułgarią.
W 1972 i 1973 roku uczestniczył w eliminacjach Mistrzostw Świata 1974.